# Jan Coops

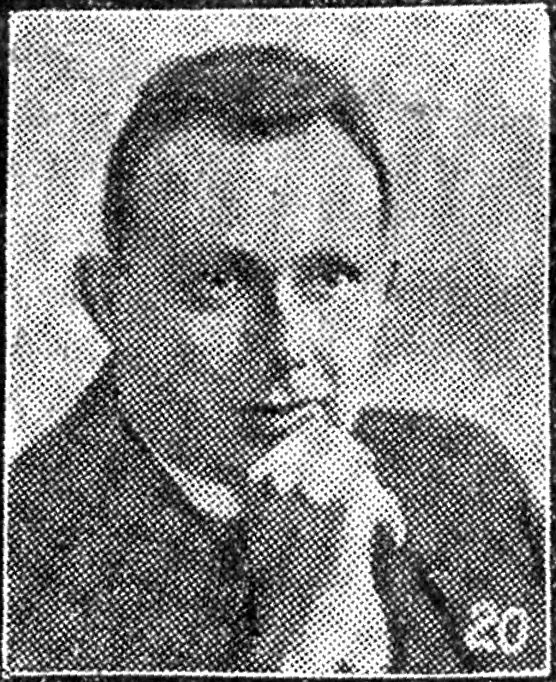
Prof. dr. J. Coops, 1930

Jan Coops (Amsterdam, 27 mei 1894 - Zeist, 11 juli 1969) was een scheikundig ingenieur, doctor technische wetenschappen, hoogleraar scheikunde en directeur van het scheikundig laboratorium Vrije Universiteit te Amsterdam. Omwille van zijn verdiensten werd hij ridder in de Orde van de Nederlandse Leeuw in 1953.

## De jonge chemicus
Jan Coops legde, na de HBS in Apeldoorn te hebben doorlopen, in 1913 het eindexamen HBS-B in Arnhem af. Hij studeerde daarna scheikundige technologie aan de Technische Hoogeschool van Delft met als hoofdrichting organische chemie. Van 1917 tot 1929 was hij assistent voor organische scheikunde bij doctor Pieter Eduard Verkade aan de Nederlandsche Handels-Hoogeschool te Rotterdam. In 1919 behaalde hij het diploma voor scheikundig technoloog. Op 18 juni 1924 promoveerde hij, onder promotor professor J. Böeseken, aan de Technische Hoogeschool van Delft, cum laude op het proefschrift: De stereoisomeren der wijnsteenzuren in verband met de complexvorming met boorzuur. 
Jan Coops doceerde organische chemie, fasenleer en chemische techniek en was de eerste hoogleraar in de chemie aan de VU, in welke hoedanigheid hij een belangrijke rol speelde in de bouw en verdere ontwikkeling van de natuurwetenschappelijke faculteit en het bijbehorend natuur- en scheikundig laboratorium.
Op 6 december 1929 hield hij zijn inaugurele oratie: Structuur en energie in de organische chemie. Uit deze inaugurele rede kwam overigens zijn christelijke overtuiging naar voren door de stelling dat resultaten van wetenschappelijk onderzoek voor gelovigen en ongelovigen geen verschil maken; de wetenschapsbeoefening was voor hem evenzeer een dienen van God als van de medemens. Door het praktisch wetenschappelijk onderzoek werd zijn geloof alleen maar sterker. Als een vooraanstaand, vooral experimenteel gericht scheikundige voelde Coops zich echter ook verbonden met de samenleving. De relaties tussen geloof en wetenschap hielden hem, als echte voorman van de VU, intens bezig. Hij zag in de bestudering van de scheikunde een vermeerdering van onze kennis van de natuur, die ons steeds opnieuw in aanbidding zal brengen voor de ondoorgrondelijke almacht en wijsheid van God in de werken van Zijn handen. In het begin van zijn professoraat wijdde hij enige publicaties aan dit thema. 

## De Tweede Wereldoorlog
Als secretaris en centrale figuur van het studiefonds van de VU werd hij na het uitbreken van de Tweede Wereldoorlog geconfronteerd met de noden en problemen van zijn studenten. Dit leidde spoedig tot illegale activiteiten, zoals het laten onderduiken van studenten en het falsificeren van documenten op het laboratorium. 
In 1941 was hij in het laboratorium al begonnen met het vervalsen van persoonsbewijzen en voedselbonnen voor joden. Het Studiefonds werd gedurende de oorlog gebruikt voor het financieel ondersteunen van ondergedoken studenten. In het laboratorium werd illegaal colleges gegeven en het diende als onderduikadres. Zo werd het laboratorium de kern van een verzetsbeweging.
In november 1943 werd hij bij een poging naar Engeland te ontkomen, langs de pilotenlijn (een smokkelroute, die hij had helpen organiseren, waarlangs boven Nederland neergehaalde geallieerde piloten konden vluchten), door de Gestapo gearresteerd. Hij werd achtereenvolgend gevangengezet in Scheveningen, Vught, Utrecht en ten slotte in het beruchte Remscheid-Lütteringhausen in Duitsland, waaruit hij in 1945 door de Amerikanen, in slechte gezondheid, werd bevrijd. 	 

## Na de oorlog
Na de oorlog speelde hij in Amsterdam een actieve rol als chef van de Politieke Opsporings Dienst, die diende voor het voorbereiden van zuiveringen en het opsporen van oorlogsmisdadigers. 	 
In het eerste vrije Academische jaar werd Jan Coops benoemd tot rector magnificus van de VU. Deze functie heeft hij bekleed van 19 september 1945 tot 18 september 1946. 	 
In de naoorlogse periode verwierf hij nationaal en internationaal een vooraanstaande plaats in de chemische wereld; het aantal nationale en internationale stichtingsbesturen, commissies en andere organisaties waarin hij deelnam, is te groot om op te noemen en daarnaast verrichtte hij samen met studenten en promovendi veel onderzoek en publiceerde hij vele artikelen. 	 
Op 29 april 1953 werd hij geridderd in de Orde van de Nederlandsche Leeuw. Op 16 september 1964 ging hij met emeritaat.
Op 11 juli 1969 overleed hij in Zeist.